# Xiamula (socken i Kina)
Xiamula (kinesiska: 下木拉, 下木拉乡) är en socken i Kina. Den ligger i provinsen Sichuan, i den sydvästra delen av landet, omkring 350 kilometer väster om provinshuvudstaden Chengdu. Antalet invånare är 2108. Befolkningen består av 1 039 kvinnor och 1 069 män. Barn under 15 år utgör 26,0 %, vuxna 15-64 år 68 %, och äldre över 65 år 5,0 %.
Genomsnittlig årsnederbörd är 995 millimeter. Den regnigaste månaden är juni, med i genomsnitt 230 mm nederbörd, och den torraste är november, med 3 mm nederbörd.